# 大同炭田
大同炭田（だいどうたんでん）は、中華人民共和国山西省大同市周辺に存在する、同国最大規模の炭田。推定埋蔵量24億トン。石炭紀からジュラ紀にかけて生成された炭層が主力となっている。現在、大同炭田は大同煤業股份有限公司の大同煤砿集団公司（上海証券取引所上場会社）が管理している。

## 日本との関連
炭鉱の開発は20世紀初頭から進められており、良質の石炭が産出される炭鉱が拡がる地域として知られた。第二次世界大戦中は日本軍が接収している。戦後、日本との国交正常化以降、1978年からは火力発電所用燃料として大同炭田で生産された石炭が日本に輸出されている。

### 「万人坑」
中国では日本軍による強制労働や遺体の放棄（万人坑）があったという主張があり、1962年には大同市近郊に記念館が建設されたほか、日本国内でも関連した報道がなされてきた。これに関しては、関係者の証言などから当時の使役関係は良好であったことが伝えられている。

## 経済発展に伴う乱開発
大同炭田に限った話ではないが、開放政策が採られた1990年代以降、民間資本による中・小規模の炭鉱開発が増加した。こうした炭鉱の中には生産性の向上を意識するあまり安全管理が十分にされていないものや、無許可操業を行っているものもあり事故が多発し問題となっている。

### 事故
2006年5月18日、新井炭鉱（大同市左雲県に位置する年産10万トン弱の炭鉱）で浸水事故が発生し、57名の死者を出した。書類等の不備は無かったが、事故の前日に浸水が始まった時点での指示が杜撰であったこと、事故発生後、安全責任者が行方をくらませたことなどが報道されている。